# Amorbach
Amorbach er en by i Landkreis Miltenberg i Regierungsbezirk Unterfranken i den tyske delstat Bayern. Den ligger ved udkanten af den bayerske del af mittelgebirgeområdet Odenwald, og fejrede i 2003 sit 750-års jubilæum.

## Historie
Oprindeligt udviklede byen sig fra et Benediktinerkloster (Kloster Amorbach), og i 1253 fik den stadsret. Mellem 1803 og 1806 var den residensstad for Fyrstendømmet Leiningen. I 1816 blev den en del af Bayern.

### Trafik
I Amorbach møder B 469 B47. Der er en banegård på strækningen Seckach−Miltenberg som også kaldes Madonnenlandbahn.